# Интерлейкины
Интерлейки́ны — группа цитокинов, синтезируемая в основном лейкоцитами (по этой причине был выбран корень «лейкин»). Также производятся мононуклеарными фагоцитами и другими тканевыми клетками. Интерлейкины являются частью иммунной системы.

## Представители
- Интерлейкин 1 (альфа и бета)
- Интерлейкин 2
- Интерлейкин 3
- Интерлейкин 4
- Интерлейкин 5
- Интерлейкин 6
- Интерлейкин 7
- Интерлейкин 8
- Интерлейкин 9
- Интерлейкин 10
- Интерлейкин 11
- Интерлейкин 12
- Интерлейкин 17
- Интерлейкин 18
- Интерлейкин 23
- Интерлейкин 33